# Barbora Krejčíková
Barbora Krejčíková (n. 18 decembrie 1995, Brno, Cehia) este o jucătoare profesionistă de tenis din Cehia. Cea mai înaltă poziție în clasamentul WTA la simplu este locul 2 mondial (28 februarie 2022), iar la 22 octombrie 2018 a devenit nr.1 mondial la dublu.
Krejčíková este de nouă ori campioană de Grand Slam, după ce a câștigat titlul de simplu feminin la French Open 2021, titlul de dublu feminin la French Open 2018, la Wimbledon 2018, la French Open 2021, Australian Open 2022 și la Australian Open 2023, toate alături de compatriota Kateřina Siniaková și titluri de dublu mixt la Australian Open 2019 și 2021 în parteneriat cu Rajeev Ram și în 2020 cu Nikola Mektić. Ea este una dintre cele patru jucătoare active care au câștigat un titlu de Grand Slam la toate cele trei discipline diferite, după Serena și Venus Williams și Samantha Stosur.
Krejčíková a câștigat trei titluri la simplu și nouă la dublu în Turul WTA, inclusiv două la nivel WTA 1000 la dublu. Cu Siniaková, ea a fost finalistă la finala WTA 2018 și la Australian Open 2021, iar perechea a câștigat aurul olimpic la dublu la Jocurile Olimpice de la Tokyo 2020. De asemenea, Krejčíková a făcut parte din echipa cehă care a câștigat Fed Cup 2018.